# كنيسة يسوع الحقيقي
كنيسة يسوع الحقيقي أو كنيسة يسوع المسيح الرب الحقيقي (بالإنجليزية: The True Jesus Church)‏ هي كنيسة مستقلة غير تابعة لأي من الطوائف المسيحية الأخرى أنشأت في بكين في الصين في عام 1917 م. يتزعم التجمع الدولي لهذه الكنيسة الواعظ يونغ-جي لن. ينتمي حوالي 1.5 مليون شخص في ست قارات لهذه الفئة. وتعتبر هذه الكنيسة فرع للحركة الخمسينية ضمن المذهب البروتستانتي كانت انطلاقتها في أوائل القرن العشرين. تتمسك هذه الكنيسة بوحدانيه اللاهوت الخمسيني - عقيدة اسم يسوع.

## المباديء العشرة الأساسية

### الروح القدس
«قبول الروح القدس، والذي يظهر فيما تنطقه الألسن، هو الضمان بأنا سنرث مملكة الجنة.»

### التعميد
«ماء التعميد هو السر المقدس للتخليص من الذنوب كافة. يجب أن يتم التعميد في مياه طبيعية كالنهر أو البحر أو الينبوع.
المعمِّد، الذي تلقى تعميده من الماء والروح القدس، يقوم بالتعميد باسم الرب يسوع المسيح. والمعمَّد يجب أن يغطس كافة في الماء حانيا رأسه وناظرا للأسفل.»

### غسيل الأقدام
«يتيح الطقس الديني الخاص بغسل القدمين للفرد مشاركة السيد المسيح، كما يمثل أيضا تذكرة دائمة لضرورة أن يبدي المرء دائما الحب والقدسية والتواضع والمغفرة والخدمة.
ينبغي على كل فرد تم تعميده أن تغسل قدماه باسم السيد المسيح، ويمكن ممارسة غسل القدمِين المتبادلِ متى كان هذا ممكنا.»

### العشاء الرباني
«إن العشاء الرباني هو طقس ديني لإحياء ذكرى وفاة السيد المسيح.
وهو يمكننا من المشاركة في لحم ودم يسوع المسيح الله المتجسد الذي صلب على الصليب ومات من اجلنا نحن البشر وقام في اليوم الثالث، وأن نكون على اتصال به حتى تكتب لنا حياة أبدية ويتم رفعنا يوم القيامة. هذا الطقس الديني يجِب أداءه مرارا، قدر الإمكان، ولا يستخدم في ذلك إلا الخبز الخالي من الخميرة وعصير العنب فقط.»

### يوم الراحةَ
«يوم الراحةَ، وهو اليوم السابع من الأسبوع (السبت)، هو يوم مقدس باركه الله
وجعله مقدسا، ويجب قضاءه بين يدي الرب في تذكر لخلق وخلاصه، على أمل تحقيق الراحة الأبدية في الحياة القادمة.»

### السيد المسيح
«السيد المسيح، الكلمة التي أصبحت جسدا، مات على الصليب من أجل خلاص المذنبين، وبُعث في اليومِ الثالث ورُفع إلى السماء."
"إنه المنقذ الوحيد للبشرية، خالق السماوات والأرض، والإله الحق الوحيد.»

### الإنجيل
الإنجيل هو كتاب سماوى.كتيه اناس قديسون مسوقون بالروح القدس

### الخلاص
«الخلاص يأتي بنعمة من الرب، من خلال الإيمانِ، وعلى المؤمنين أَن يعتمدوا على روحِ القدس للوصول إلى القدسية، وإجلال الرب، وحب البشرية.»

### يوم القيامة
«ستكون البعثة الثانية للرب في اليوم الأخير عند نزوله من السماء ليحكم على العالم: سيتلقى الصالحون الحياة الأبدية، بينما يدان الأشرار إلى الأبد.»

### الكنيسة
«الكنيسة الحقيقية للسيد المسيح، والتي تأسست بمعرفة السيد المسيح، من خلال روح القدس، في وقت "المطر الأخير"، هي كنيسة الزمن الرسولي الحقيقية، التي أعيد إحياءها.»
«لا تحتفل الكنيسة بعيد الميلاد المجيد حيث إن الخامس والعشرين من ديسمبر/كانون الأول يرتبط أصلا بطقس وثني يحتفل بعيد ميلاد الشمس، الذي تبنته فيما بعد الكنيسة المسيحية في عهد الإمبراطور الروماني قسطنطين، في القرن الرابع بعد الميلاد.»